# RT (Fernsehsender)

Studiogebäude in Moskau

RT (bis 2009 Russia Today) ist ein 2005 vom russischen Staat gegründetes und finanziertes Auslandsfernsehprogramm, das im Internet und per Satellitentranspondern verbreitet wird. Ihm wird gezielte Desinformation  und Propaganda vorgeworfen. RT hatte 2012 weltweit etwa 2000 Mitarbeiter, der Hauptsitz befindet sich in Moskau.
2014 wurde mit RT DE ein deutschsprachiges Programmangebot ins Leben gerufen.
Am 2. März 2022 trat ein Verbot jeglicher Übertragung von RT-Inhalten EU-weit in Kraft, um die „Verbreitung von Lügen“ über den russischen Überfall auf die Ukraine zu verhindern.
Die Regierung Biden warf RT am 14. September 2024 vor, sich in die souveränen Angelegenheiten von Ländern auf der ganzen Welt einzumischen. Man wisse inzwischen, dass RT Cyber-Fähigkeiten habe, sich an verdeckten Informations- und Beeinflussungsoperationen beteilige und Hand in Hand mit den russischen Streitkräften arbeite. RT agiere als ein direkter Arm der russischen Regierung.

## Geschichte

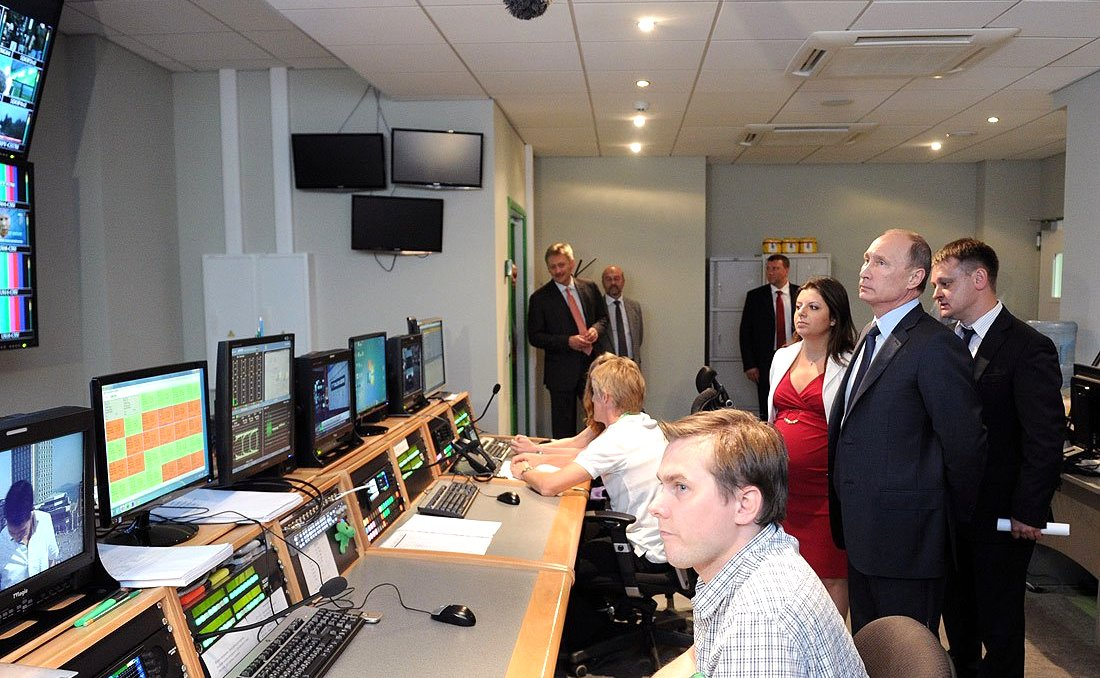
Margarita Simonjan führt Präsident Putin durch die RT-Sendezentrale (2013)

### Zielsetzung und Anfänge
Bereits vor dem Zweiten Weltkrieg gab es einen Verlag dieses Namens, der ab 1938 von London aus sowjetische Propaganda verbreitete. Damals betrieben Stalin und sein Regime eine Terrorkampagne gegen eine Million Menschen. 

Die russische Regierung (2002 bis 2008 und seit 2012 unter Präsident Putin) gründete RT am 6. April 2005 im Zuge einer Medienoffensive zur Verbesserung des Russland-Bildes im Ausland. Beraten wurde die Leiterin Margarita Simonjan von britischen Medienexperten, mit dem Ziel, die Sendungen nach dem Modell von CNN und BBC zu gestalten.
RT will laut eigener Aussage die „russische Sichtweise“ auf das internationale Geschehen darstellen und ein Gegengewicht zu „westlichen Medien“ sein. Kritiker betrachten den Sender als Auslands-Propagandakanal der russischen Regierung.
Putin sagte 2013 rückblickend zu den Motiven der Gründung von RT zu Margarita Simonjan: „Als wir im Jahre 2005 dieses Projekt entwickelten, wollten wir einen neuen starken Akteur auf Weltebene einführen, einen Player, der nicht nur eine unvoreingenommene Sichtweise der Geschehnisse in Russland bieten würde, sondern auch […] versuchen würde, das angelsächsische Monopol über den globalen Informationsfluss zu brechen. Und es scheint mir, dass euch das gelingt.“
Die Idee eines neuen Auslandsfernsehsenders wird dem damaligen Minister für Kommunikation und Medien, Michail Lessin, und Putins damaligem Pressesprecher Alexei Gromow zugeschrieben, die beide ein „verzerrtes und voreingenommenes Russlandbild“ ausländischer Journalisten beklagten, aber erst mit der Regierung Putin die Möglichkeit der Verwirklichung ihres Plans sahen. Lessin sagte, es sei wichtig, Russlands Bären-Image aufzupolieren. Er schrecke nicht vor dem Wort „Propaganda“ zurück; es sei erforderlich, für Russland international zu werben, um nicht auszusehen „wie Bären, die brüllend umherschweifen“.
Mit Hilfe der staatlichen Nachrichtenagentur RIA Novosti wurde am 6. April 2005 die staatliche Dachorganisation „TV-Novosti“ gegründet, zu der Russia Today gehört. Zu Beginn sagte die Direktorin von RIA Novosti Svetlana Mironyuk: „Leider wird Russland auf der Ebene des Massenbewusstseins im Westen nur mit drei Worten assoziiert: Kommunismus, Schnee und Armut. (…) wir würden gerne ein vollständigeres Bild des Lebens in unserem Land vermitteln.“
Russia Today ging nach dreimonatiger Probephase am 10. Dezember 2005 in englischer Sprache auf Sendung.
Zum Sendebeginn beschäftigte der Kanal 300 Journalisten, unter ihnen etwa 70 ausländische Mitarbeiter. Zur Chefredakteurin wurde die damals 25-jährige Journalistin Margarita Simonjan ernannt. Sie hatte zuvor als Reporterin des Staatssenders Rossija 1 gearbeitet und gehörte 2011 zu Putins Wahlkampfteam.
Nach seiner Gründung 2005 sendete RT vor allem positive Nachrichten über Russland. In den ersten vier Jahren wurden Ereignisse und Personen aus der russischen und sowjetischen Geschichte in einem positiven Licht dargestellt; 2007 zeigte der Sender etwa Josef Stalin mit einer Feder in der Hand und beschrieb ihn als Autor romantischer Gedichte.

### Neuorientierung
RT erregte im Jahr 2008 weltweite Aufmerksamkeit für seine Berichterstattung über den Ossetienkrieg, weil es behauptete, Georgien wäre der Aggressor und die separatistischen Regierungen von Südossetien und Abchasien würden von russischen Truppen beschützt. Margarita Simonjan behauptete, RT sei das einzige englischsprachige Medium, das die andere Seite der Geschichte darstellte – die südossetische.
Nach dem Kaukasuskrieg 2008 änderte RT seine Vorgehensweise grundlegend: Der Schwerpunkt lag nun nicht mehr auf der Darstellung Russlands in der Welt, die in einer Inhaltsanalyse der BBC als unauffällig beurteilt wurde, sondern in der Vertretung der Außenpolitik Russlands gegenüber der Berichterstattung anderer Länder und die Kritik der Politik dieser Länder. Simonjan behauptete, die russische Sicht auf den Krieg wäre in der internationalen Berichterstattung zu kurz gekommen. Die Thematik wechselte vom Positiven aus Russland zu negativen Nachrichten über das Ausland; die Strategie von der vorherigen positiven Soft-Power zu einer „raschen, andauernden und repetitiven Propaganda“, die keinen Anspruch auf Konsistenz habe. Sie „unterhalte, sie verwirre und sie überwältige die Zuschauer“, so die Autoren der RAND Corporation im Jahr 2016. Schon 2008 waren „Fake-News“ laut NZZ eine der „erkennbaren redaktionellen Strategien des Senders“. Nun wurde vorrangig über Proteste, Konflikte und soziale Missstände aus Westeuropa und den USA berichtet. Berichterstattung über Russland kommt kaum vor.
Dabei „prangert RT die Doppelzüngigkeit westlicher Politik an und stellt deren Werte in Frage“, so Reporter ohne Grenzen. Bei der Neuorientierung griff Simonjan erneut auf die Hilfe des Werbeexperten McCann zurück, von dem auch der neue Werbeslogan stammte: Question more (Stelle mehr Fragen, stelle mehr in Frage). Der Sender suche sich gezielt Themen auch vom rechten Spektrum aus, die den Mainstream und die Europäische Union schwächen, so der Russland-Experte Stefan Meister von der Gesellschaft für Auswärtige Politik.
Während der Wirtschaftskrise 2008 beschloss die russische Regierung unter Ministerpräsident Wladimir Putin, TV-Novosti auf ihre Liste von Kernorganisationen mit strategischer Bedeutung zu setzen.
Im Zuge dieser Entwicklung und um in den Vereinigten Staaten ein größeres Publikum zu erreichen, strich RT das Wort Russland aus dem Namen. Der seit dem Start 2005 verwendete Name „Russia Today“ wurde 2009 durch das Kürzel „RT“ ersetzt, das in der Folge als Logo in sämtliche Sprachversionen übernommen wurde. Simonjan bestritt, dass mit der Namensänderung der russische Hintergrund verborgen werden sollte; die Änderung des Logos sollte mehr Zuschauer anziehen, die nicht nur den ganzen Tag Nachrichten über Russland sehen wollten.
Im Mai 2013 übernahm der frühere CNN-Talkmaster Larry King eine Talkshow auf RT.
Simonjan bezeichnete 2013 den Sender als „Verteidigungsministerium“ des Kremls. Ein Auslandssender sei ihrer Ansicht nach in Friedenszeiten „nicht unbedingt nötig. Aber im Krieg kann er entscheidend sein. Eine Armee gründet man ja auch nicht erst eine Woche vor Kriegsbeginn“, so Simonjan. Russia Today solle als Verstärker der Selbstzweifel der Europäer und Amerikaner wirken, so Benjamin Bidder 2013.
Laut NZZ wurden die für RT arbeitenden Journalisten schon 2010 auf unbedingte Kreml-Loyalität geprüft.

### Betriebseinstellungen und Ausstrahlungsverbote
| Kanal                                          | Sendestart | Sendestopp | Sprache               |
| ---------------------------------------------- | ---------- | ---------- | --------------------- |
| RT International                               | Dez. 2005  |            | Englisch              |
| Rusiya Al-Yaum                                 | Mai 2007   |            | Arabisch              |
| RT Actualidad                                  | Dez. 2009  |            | Spanisch              |
| RT America                                     | Feb. 2010  | März 2022  | Englisch              |
| RT Documentary                                 | Juni 2011  |            | Russisch und Englisch |
| RT UK                                          | Okt. 2014  | März 2022  | Englisch              |
| RT Françe                                      | 2017       | März 2022  | Französisch           |
| RT Deutsch (Webportal mit Informationssendung) | Nov. 2014  |            | Deutsch               |

Im Jahr 2007 kamen eine arabische (Rusiya Al-Yaum) und 2009 eine spanische Programmversion (RT Actualidad) hinzu. Die 2007 initiierte arabische Version trug ursprünglich den Namen Rūsiyā al-Yaum (روسيا اليوم, arabisch für „Russland heute“) und verwendet die englische Bezeichnung „RT Arabic“. Der spanische Programmname war von Anfang an nicht eindeutig russlandbezogen, hier startete der Sender 2009 unter dem Namen „RT Noticias“ (Spanisch für „RT Nachrichten“) und heißt „RT en Español“ („RT auf Spanisch“).
Diese Kanäle senden ein paralleles Programm zur englischsprachigen Version von RT International. Am 23. Juni 2011 ging auch der Kanal RT Д (das kyrillische Д entspricht dem lateinischen D) auf Sendung, der Dokumentationen und Reportagen über Russland und globale Themengebiete in russischer und englischer Sprache ausstrahlt und ein Themenspektrum bietet, das Kultur, Technologie, Kunst, Geschichte, Extremsport und Politik umfasst.
Von 2009 bis 2013 stellte RT einen Teil seiner Inhalte kostenlos fremden Sendern zur Verfügung und ermunterte internationale Medien, diese Inhalte in ihr Programm zu integrieren. Auf der RT-Website konnten Filmaufnahmen für Eigenproduktionen, fertig produziertes Material, Meinungen von Experten und RT-Korrespondenten übersetzt in Englisch, Arabisch, Spanisch und Russisch heruntergeladen werden. 2012 engagierte der Sender 100 neue Mitarbeiter und gründete die Nachrichtenagentur Ruptly mit Sitz in Berlin, die Videos und Liveberichte von aktuellen Ereignissen zu besonders günstigen Preisen zum Kauf anbietet. Etwa ein Jahr nach der Gründung von Ruptly wurde das Gratis-Angebot für den Bezug von Inhalten durch andere Sender eingestellt.
Am 2. März 2022 trat das Verbot jeglicher Übertragung von RT-Inhalten EU-weit in Kraft, um die „Verbreitung von Lügen“ über den russischen Überfall auf die Ukraine zu verhindern.

#### RT America (eingestellt)
2010 eröffnete RT America sein erstes Studio in der Nähe von Washington. RT America sendete eine Mischung aus Nachrichten und Talk-Shows während der Hauptsendezeit. Laut PRI hatten vier Fünftel der Inhalte einen starken Bezug zu US-Themen.
Das US-Justizministerium wies am 13. November 2017 auf den Foreign Agents Registration Act (FARA) hin (“Americans have a right to know who is acting in the United States to influence the U.S. government or public on behalf of foreign principals”). Unternehmen fremder Mächte müssen sich in den USA als „foreign agent(s)“ registrieren lassen. Die Behörde nannte nach zwei Monaten den definitiven Termin, worauf RT erklärte, sich per 13. November zu fügen.
Seit dem 1. April 2018 war RT in Washington nicht mehr per Kabelfernsehen zu empfangen.
Am 3. März 2022 entließ RT alle Mitarbeiter und stellte die Produktion ein.

#### RT UK (eingestellt)
RT UK war das Russia Today Programm für das Vereinigte Königreich. RT hatte Studios im Millbank Tower in London. RT UK produzierte wochentags vier Stunden eigenes Programm und übertrug sonst den englischen Dienst von RT International. Im April 2018 leitete die britische Medienaufsicht Ofcom Ermittlungen gegen RT UK wegen Falschdarstellungen im Programm, besonders im Fall des Giftanschlags auf den früheren russischen Doppelagenten Sergej Skripal, ein. Im Juli 2019 verhängte die Behörde eine Geldstrafe von 200.000 Pfund gegen Russia Today, da RT nicht objektiv genug über verschiedene Themen berichtet habe, neben dem Fall Skripal auch über Politik in der Ukraine und den Konflikt in Syrien.
Am 18. März 2022 wurde dem Sender von der Ofcom mit sofortiger Wirkung die Lizenz für den Sendebetrieb entzogen.

#### RT DE (Sendebetrieb innerhalb der EU eingestellt)
Das deutschsprachige Internetangebot des Senders startete im November 2014. Während RT DE beispielsweise in der Schweiz empfangbar ist, musste es im Februar 2022 aufgrund fehlender deutscher Sendelizenz seinen Sendebetrieb dort einstellen. Stand 2014 hatte der Sender seinen Sitz in einem Fernsehstudio in Berlin-Adlershof. RT DE war vorwiegend ein Internetportal mit Artikeln und Videos.
Im Februar 2018 hatte RT DE etwa 578.000 Anhänger, davon die meisten bei Facebook und YouTube, wo der Sender drei eigene Kanäle betrieb. Insbesondere beim Videoangebot sei RT DE unter den russischen Anbietern dominant, die ihre Inhalte in deutscher Sprache verbreiten.
Anfang Februar 2022 teilte die Kommission für Zulassung und Aufsicht der Landesmedienanstalten (ZAK) mit, dass „Veranstaltung und Verbreitung des Fernsehprogramms RT DE“ in Deutschland untersagt worden sei, da keine medienrechtliche Zulassung vorliege. RT DE musste nach dieser Entscheidung die Ausstrahlung seines Fernsehprogramms über Live-Stream im Internet, über die eigene App und über einen weiteren Eutelsat-Satelliten einstellen. Am 6. April 2022 teilte die Medienanstalt Berlin-Brandenburg mit, dass RT DE seine Aktivitäten in Deutschland eingestellt hat.
RT DE sendete auch nach dem Beginn des russischen Überfalls auf die Ukraine (24. Februar 2022) weiter, obwohl die ZAK dies bereits Anfang Februar verboten hatte.

## Verbreitung von RT

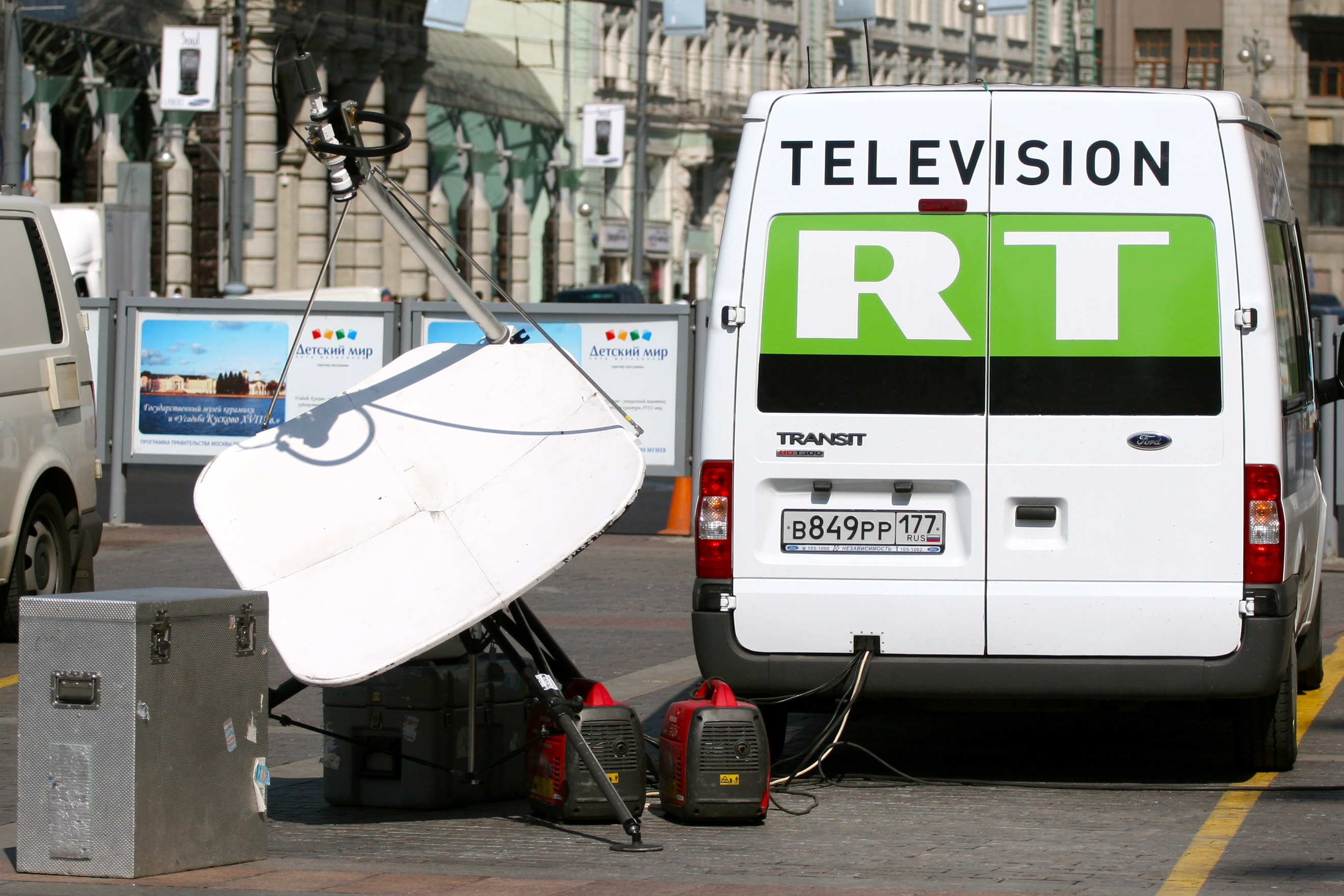
Übertragungsfahrzeug von RT in Moskau

Zusammen mit Ruptly (Hauptsitz: Berlin) und Sputnik ist er Teil des Medienunternehmens Rossija Sewodnja (Russland heute). Das jeweilige Programm ist auch über den Peer-to-peer-Dienst Livestation verfügbar. Außerdem werden einzelne Beiträge in einem eigenen Kanal auf YouTube verbreitet, der im Juni 2013 die Marke von 1 Milliarde Zugriffe überschritt. Politische Videos des Kanals wurden etwa 4 Millionen Mal aufgerufen (ca. 1 % der Gesamtzugriffe). Ein Großteil der meistaufgerufenen Clips des Senders beschäftigt sich mit Naturkatastrophen, Unfällen, Verbrechen und Naturereignissen. Unter den fünf meistgesehenen Videos sind Clips über das Tōhoku-Erdbeben 2011, den Meteor von Tscheljabinsk und einen obdachlosen Amerikaner mit „goldener Stimme“. Laut einem von RIA Nowosti erstellten Dokument, das 2013 der Presse zugespielt wurde, sind die vergleichsweise hohen Abrufzahlen dadurch zu erklären, dass RT nicht-originale Inhalte auf YouTube hochlädt, die andere TV-Kanäle wegen Urheberrechtsbeschränkungen nicht hochladen.

## Programm des Senders
Zum fünfsprachigen Programm gehören Nachrichtenformate, Talkshows, Debatten und Dokumentationen.
Gesendet wird auf Englisch, Arabisch, Spanisch und Französisch, jeweils mit unterschiedlichen Programmen.
2014 wurde mit RT DE ein deutschsprachiges Programmangebot ins Leben gerufen.
Die RT-Chefredakteurin Margarita Simonjan verglich den Kanal mit dem Verteidigungsministerium und erklärte, dass man einen Informationskrieg führe, „und zwar gegen die gesamte westliche Welt“.
Simonjan beschrieb die Ausrichtung des Senders mit den Worten: „Wir verteidigen unser Land, wie die Armee“. und erklärte mehrmals, dass Russland mittels RT imstande sein muss, einen Informationskrieg führen zu können.
Nachrichten aus internationaler und russischer Politik, Wirtschaft, Kultur und Sport sowie Dokumentarfilme, Politmagazine (IMHO, In Context, 451 Grad) und die täglich ausgestrahlte politische Talkshow „Spotlight with Al Gurnov“ machen das Programm des Senders aus. Das Programm des englischsprachigen Nachrichtensenders RT besteht aus Segmenten, die zwischenzeitlich durch Programmankündigungen unterbrochen werden. Dokumentationen und Talk-Formate werden meist mehrfach ausgestrahlt, häufig auch mehrere Male an einem Tag. Zu jeder vollen Stunde werden halbstündige Nachrichten gesendet.

### Gegenwärtige Programme
- Renegade Inc. (Ross Ashcroft)[58]
- Interview
- SophieCo (Sophie Schewardnadse)[59]
- CrossTalk (Peter Lavelle)[60]
- In the Now (Anissa Naouai)[61]
- Einmal in Russland

### Frühere Programme
- Off the grid (Jesse Ventura)[62]
- Capital Account (Lauren Lyster) von RT America
- Why you should care! (Tim Kirby)
- Keiser Report
- On Contact (Chris Hedges)
- Going Underground (Afshin Rattansi) von RT UK
- America’s Lawyer (Mike Papantonio)[63]
- Watching the Hawks (Tyrel Ventura, Sean Stone und Tabetha Wallace)[64]
- News Thing (Sam Delaney)
- 451 Grad (Arthur Buchholz)
- Bundespressekonferenz (Florian Warweg)
- Redacted Tonight (Lee Camp) von RT America
- Breaking the Set (Abby Martin)[65]
- In Context, On the Money (Peter Lavelle)
- Sputnik (George Galloway) von RT UK
- Spotlight (Alexander Gurnow)
- Fasbenders Woche (Thomas Fasbender)
- The World Tomorrow
- Moscow Out (Martyn Andrews)
- Adam vs. the Man (Adam Kokesh)
- The Alyona Show (Alyona Minkovski)
- The Big Picture (Thom Hartmann) from RT America
- The News with Ed Schultz (Ed Schultz)[66]
- Der Fehlende Part (Jasmin Kosubek, Margarita Bityutski) (November 2014 bis zur Einstellung im Juli 2020)

## Hybride Kriegsführung durch verdeckt betriebene PlattformRed
Red war eine seit Anfang 2023 von Berlin aus operierende, englischsprachige Seite, die laut Recherchen des Tagesspiegels und US-Außenministerium verdeckt von RT betrieben wurde und als Nachfolger des vor März 2023 eingestellten Portals Redfish gilt. Sie veröffentlichte vor allem antiisraelische Positionen zum Krieg in Israel und Gaza. Im Mai 2025 gab die Plattform ihre Auflösung bekannt. Im Juli veröffentlichte das Auswärtige Amt eine Mitteilung, der zufolge die Hintermänner der Plattform mit Sanktionen belegt worden seien.

## Interviewpartner bzw. Gäste
Laut Jesse Zwick lädt RT Experten und Journalisten als Gäste ein, damit sie ausführlich über Themen sprechen, die von größeren Nachrichtenmedien ignoriert werden; häufig sind das linksliberale Wissenschaftler, Intellektuelle und Autoren von Organisationen wie The Nation, Reason magazine, Human Events, Center for American Progress und dem Cato Institute, die der Außenpolitik und der Bürgerrechtspolitik der USA kritisch gegenüberstehen. RT biete auch relativ unbekannten Kommentatoren, Globalisierungsgegnern, Anarchisten und links orientierten Aktivisten ein Forum. Der Journalist Danny Schechter sieht den Hauptgrund für den Erfolg von RT in den USA darin, dass RT „eine Kraft der Vielfalt sei, die Menschen eine Stimme gebe, die in den traditionellen US-Fernsehsendern kaum gehört werden“.
Bekannte Gäste waren Experten wie Jared Bernstein, John Feffer und Lawrence Korb; die Journalisten und Schriftsteller Jacob Sullum, Pepe Escobar und Brian Doherty, Staatsführer einschließlich Ecuadors Präsident Rafael Correa und Syriens Präsident Baschar al-Assad. Nigel Farage, der Führer der UK Independence Party, erschien zwischen 2010 und 2014 18 Mal bei RT.
2010 beschrieb Julia Ioffe RT bei der Auswahl der Gäste und Themen als „provokativ nur um der Provokation willen“, wenn es etwa einen russischen Historiker von der baldigen Auflösung der USA sprechen ließ, Reden des Präsidenten von Venezuela Hugo Chávez übertrug, von der Obdachlosigkeit in den USA berichte und den Vorsitzenden der New Black Panther Party zum Interview lade. Beim Versuch, einen alternativen Standpunkt zu zeigen, sei RT gezwungen, mit randständigen, anstößigen und oft unbedeutenden Personen zu sprechen. The Economist bemerkte, RT präsentiere neben interessanten, akzeptablen und scharfkantigen Themen auch „wilde Verschwörungstheorien“, die als verrückt („kooky“) gelten könnten. 2010 stellte das Southern Poverty Law Center in einem Bericht fest, RT berücksichtige die Verschwörungstheorien der „birther“ und der „New World Order“; rechte Aktivisten und Publizisten wie Jim Stachowiak und Jared Taylor hätten dem Sender Interviews gegeben. Al Jazeera English publizierte einen Artikel, der feststellte, RT habe eine Neigung für „for off-beat stories and conspiracy theories.“ The Algemeiner Journal kritisierte eine mangelnde Sachlichkeit in der RT-Berichterstattung über den Nahostkonflikt sowie anti-israelische Propaganda.
Manuel Ochsenreiter, ein Neo-Nazi, erschien mehrfach bei RT. RT News lud auch Richard B. Spencer ein, der Baschar al-Assad unterstützt, oder den Holocaustleugner Ryan Dawson, der als „Menschenrechtsaktivist“ vorgestellt wurde.
Steve Bannon behauptete, er sei wahrscheinlich 100 Mal oder öfter bei RT aufgetreten. Stand Februar 2021 sind Interviewpartner aus der deutschen Politik vor allem Politiker von AfD und Die Linke.

## Budget
Der Sender hatte 2013 ein Budget von umgerechnet etwa 250 Mio. Euro. Das Budget wird aus dem Staatshaushalt der Russischen Föderation bezahlt. Infolge des Währungsverfalls bei gleichzeitigem Rückgang der Öl- und Gaseinnahmen musste RT schon Anfang 2015 massive Kürzungen im Programm vornehmen. Der zweitwichtigste Kanal im Englischen soll so wenig Kürzungen wie möglich erleiden müssen; es sei geplant, das Budget der arabischen und spanischen Sender abzuspecken.

## Mediale Wirkung in Deutschland
Der Osteuropa-Historiker Dmitri Stratievski hielt 2016 Russlands Informationsstrategie in Deutschland für effizient. Die Beiträge von RT und Sputnik würden im Netz häufig zitiert und auf Facebook geteilt. „Sie werden in der Russland- oder Flüchtlingsdebatte nicht selten als eine ernsthafte Quelle wahrgenommen, zumindest als eine weitere, die etablierten Medien ergänzende.“ Besonders das Appellieren an die russischstämmige Bevölkerung sei deutlich erfolgreicher, da hier mit dem Effekt einer „Stimme aus der Heimat“ gespielt werde.
In den Russland-Analysen schrieb die Osteuropa-Historikerin und Politologin Susanne Spahn 2016, Russland intensiviere vor dem Hintergrund des Ukrainekriegs seine Informationspolitik in Deutschland und anderen EU-Staaten. Russland versuche, das Ukraine-Bild in der Öffentlichkeit zu beeinflussen und Stereotype über die Ukraine (z. B. dass die Ukraine kein richtiger Staat sei) zu verbreiten. Die Berichterstattung russischer Staatsmedien zum Ukrainekrieg werde durch „Falschdarstellungen und Geschichtsklitterung“ dominiert, um ein Feindbild zu konstruieren und die russische Intervention zu rechtfertigen. RT als Auslandssender spiele die wichtigste Rolle. Der Sender deute den Ukraine-Konflikt um und stelle Russland als das Opfer, die Ukraine und westliche Staaten hingegen als Aggressoren hin. Nach Daten einer Allensbach-Umfrage stimmte eine Minderheit der Deutschen der russischen Sicht auf den Ukrainekrieg zu. 
Im März 2021 äußerte Spahn, die „Berichterstattung“ von RT DE „zeichne ein negatives Bild von Deutschland, stifte Verwirrung und Misstrauen – alles mit dem Ziel, die Gesellschaft zu spalten“. Es sei „eine [..] Mischung aus wahren und realitätsgetreuen Nachrichten, die aber dann geschickt mit Desinformation verquickt werden“. Sie hielt dies für einen „Angriff auf die Demokratie“.

## Kritik

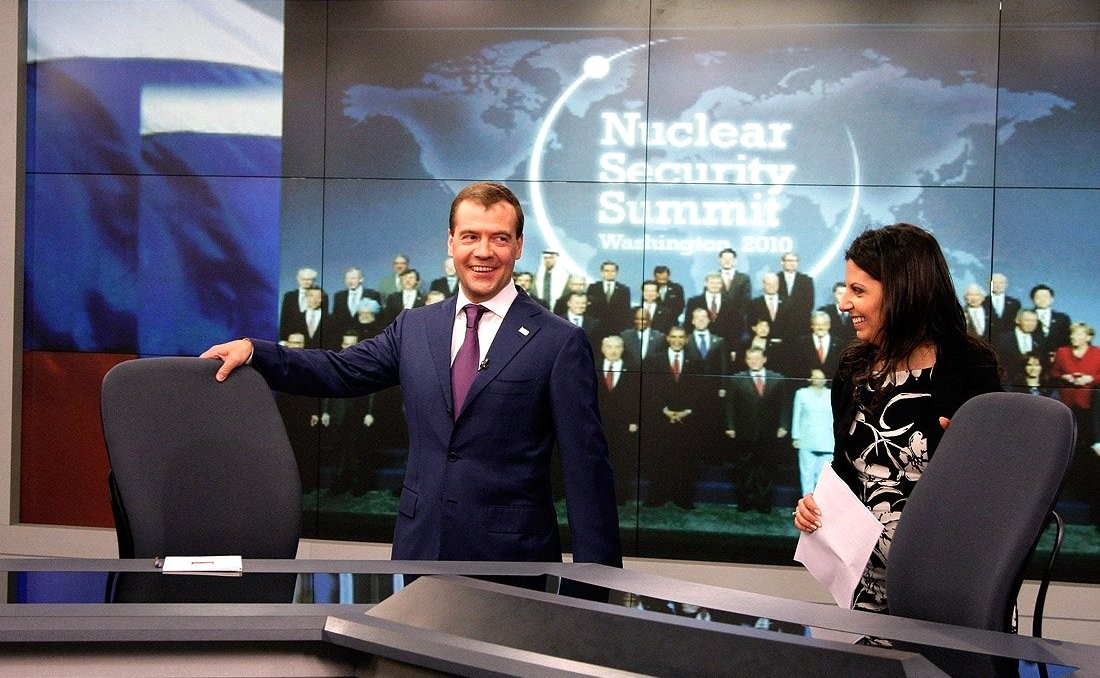
Dmitri Medwedew zu Gast bei RT mit der Chefredakteurin Margarita Simonjan

RT gilt als ein zentrales Mittel im Kampf um die öffentliche Meinung im Ausland, was anfänglich mit einer Soft-Power-Strategie geschehen sollte, also mit positiver Berichterstattung, die Russland attraktiver machen sollte. Für diese Art von Nachrichten schien sich kaum jemand zu interessieren. So änderte der Sender laut Sarah Pagung, Russland- und Sicherheitsexpertin von der Deutschen Gesellschaft für Auswärtige Politik, 2014 seine Strategie und schilderte mehr weltweite Nachrichten aus Sicht des Kreml ohne besonderen Fokus auf Russlandberichterstattung, jedoch weiter als Propagandainstrument des Kreml.
Im Büro der langjährigen Chefredakteurin Margarita Simonjan befindet sich ein gelbes Sondertelefon, das ausschließlich zur verschlüsselten Kommunikation direkt mit dem Kreml dient. Simonjan beschrieb die Ausrichtung des Senders einmal mit den Worten: „Wir verteidigen unser Land, wie die Armee.“ Im Jahr 2012 und 2013 erklärte Simonjan, dass Russland mittels RT imstande sein muss, einen Informationskrieg führen zu können.
RT wird gezielte Desinformation wie die Verbreitung von Verschwörungstheorien vorgeworfen.
Pascal Bonnamour, der Leiter der europäischen Abteilung von Reporter ohne Grenzen, bezeichnete den Sender 2005 kurze Zeit nach seiner Gründung als einen weiteren Schritt des Staates, Informationen zu kontrollieren.
Für Martin Emmer, Direktor des Publizistikinstituts der Freien Universität Berlin, ist RT im Gegensatz zu öffentlich-rechtlichen Auslandssendern wie der Deutschen Welle „eindeutig [ein] Kommunikationskanal der russischen Regierung“ und „funktioniert nach den Regeln politischer PR.“, deren Grundmuster „nicht die Lüge, sondern die extreme Selektion der Nachrichten“ sei. Dass der Sender im Sinne Russlands agitiert, wird von der Moskauer RT-Zentrale dabei nicht einmal verheimlicht: Chefredakteurin Margarita Simonjan gab offen zu, dass RT die Stimmung im Westen nicht kurzfristig beeinflussen, sondern vielmehr eine alternative Öffentlichkeit schaffen wolle. Das Budget für RT lag 2014 bereits bei rund 220 Millionen Euro. Für das Folgejahr war eine Aufstockung um ein Drittel vorgesehen.
Der damalige US-Außenminister John Kerry äußerte 2014 über den Sender: „Russia Today wurde eingerichtet, um die Politik von Präsident Putin zu propagieren […]“ Wladimir Putin äußerte dazu in einem Interview, da RT von der Regierung finanziert würde, könne der Sender natürlich nur die offizielle russische Position widerspiegeln. Der Sender habe aber nie die Rechtfertigung der politischen Linie Russlands beabsichtigt, weder im Inland noch im Ausland.
Der französische Präsident Emmanuel Macron bezeichnete 2017 RT als Propagandasender.
Der Medien-Redaktor der NZZ beschrieb 2018, wie RT als Vertreter eines autoritären Regimes Berufsregeln nicht beachte und sich trotzdem auf eine „formale Gleichheit“ berufe. Demokratien müssten solche Staatsmedien trotz dieser klaren inhaltlichen und strukturellen Unterschiede „ertragen“, um die eigene Medienfreiheit zu erhalten.
Für die SWR-Dokumentation Die geheimen Meinungsmacher – Wie wir im Wahlkampf manipuliert werden wurde ein auf dem Twitterkanal der russischen Botschaft veröffentlichter Werbeclip für den zukünftigen Fernsehkanal von RT DE analysiert. Beim Zusammensetzen von Textausschnitten aus mehreren sehr schnellen Schnittfolgen ergab sich folgender Gesamttext: „Russia Today in Deutschland – Das neue Wettrüsten – Die Stimme des Kremls in Deutschland – Die Corona-Krise nutzen, um die EU zu destabilisieren“.

### Propaganda für die russische Regierung
RT wird von Wissenschaftlern als Sprachrohr des Kreml bewertet. Peter Pomerantsev sieht den Satz „Es gibt keinen objektiven Journalismus“, den ein leitender Redakteur ihm gegenüber äußerte, als Euphemismus dafür, dass der Kreml die vollkommene Kontrolle über die Wahrheit bei RT besitzt. Dem US-Außenministerium zufolge operiere RT als ein „direkter Arm der russischen Regierung“.
In einer Untersuchung des Russian Analytical Digest von 2015 zum „Informationskrieg“ ermittelte ein Forscherteam der George Washington University, welche Propagandatechniken RT auf YouTube-Kanälen in den verschiedenen Sprachversionen anwendet, um seine Ziele zu erreichen:
- Fokussierte Botschaften (focused messaging): Jedes Landes-Publikum wird differenziert und flexibel mit einer bestimmten Mischung von politischen und nicht-politischen Themen auf Aspekte seines Landes angesprochen, um Glaubwürdigkeit und Vertrauen zu gewinnen (credibility). Beispielsweise biete RT in den USA eher alternativen linksliberalen Meinungen eine Plattform, in Europa eher Meinungen vom rechten Rand.[104][105][106]
- Die Sendungen folgen den Themen des üblichen Nachrichtenprogramms, machen dabei aber die russische Perspektive in Form einer „alternativen zweiten Meinung“ deutlich.
- Themen von allgemeinem Interesse teils schockierender Art und Technologiethemen ohne regionalen Bezug werden dargestellt, um die Aufmerksamkeit von Zuschauern zu wecken und sie später auf die politischen Themen zu lenken (siehe auch Human-Interest-Themen und Clickbaiting).
- Inhaltlich greift RT die Kriterien auf, die westliche Länder bei ihrer Kritik an Russland verwenden: Demokratie, Freiheit, Transparenz, Gerechtigkeit und Effizienz. Auf diese Weise sollen Zweifel am westlichen „Narrativ“ geweckt werden, inwiefern die Standards auch selbst erfüllt werden (siehe auch Tu quoque und Argumentum ad hominem).
- Eine der als typisch kritisierten propagandistischen Taktiken RTs ist die Vermeidung eines strittigen Punktes durch Gegenvorwürfe und Vergleiche und die Behauptung doppelter Standards (vgl. Whataboutismus):[107] Zweifel an der Parlamentswahl in Russland 2011 konterte RT mit Hinweisen auf die umstrittene Präsidentschaftswahl in den Vereinigten Staaten 2000; auch berichtete RT ausführlich über amerikanische Polizeieinsätze im Zusammenhang mit Occupy-Wall-Street-Aktionen und stellte ihnen eine vom Kreml genehmigte Großdemonstration gegenüber, was einen für Russland vorteilhaften Vergleich darstellen sollte, so der Russland-Wissenschaftler Stephen Cohen.[108]

Als eine weitere Methode wurde unter anderem von der The New York Times die Desinformation bezeichnet, um mit einer Flut von Alternativdeutungen die offiziellen Nachrichten zu unterminieren und eine Art von „politischer Paralyse“ zu fördern, wie etwa beim Abschuss der Malaysia-Maschine über der Ukraine.
Während The New York Times in Fake News ein weiteres wirkungsvolles Mittel von RT-Propaganda sieht, schreibt Spiegel Online, dass der deutschsprachige RT-Sender (RT DE) keine komplett erfundenen Fake News verbreitet, und ergänzt: „Die Berichterstatter verdrehen Tatsachen, vernachlässigen Fakten und säen so Misstrauen gegenüber Behörden, Politikern und klassischen Medien. Ganz bewusst setzen sie sich auch von offensichtlichen Verschwörungserzählungen ab, wie interne Unterlagen zeigen.“
Peter Pomerantsev wies darauf hin, ein Schlüssel zum Erfolg von RT liege darin, dass es die meisten äußeren Merkmale der anderen Programme übernommen habe, es wirke in der Aufmachung von Musik, Bildern und Sprechern wie jeder andere 24/7-Nachrichtenkanal. RT bringe auch echte Reportagen, die auch auf einem anderen Kanal laufen könnten, was es manchmal wie andere Nachrichtenkanäle erscheinen lasse, ergänzte Johan O’Sullivan Pomerantsevs Darstellung.
2019 zählte der Vorsitzende des Deutschen Journalistenverbands (DJV) Frank Überall RT zu den „Propagandainstrumenten des Kremls“.
Redakteure von RT haben die Anweisung des Senders, die Annexion der Krim nicht als solche zu benennen, sondern den Ausdruck „Wiedereingliederung“ zu gebrauchen.
Bei dem Giftanschlag auf Alexei Nawalny spricht der Sender mit Stand Februar 2021 von einer „mutmaßlichen Vergiftung“. Im Zuge der Berichterstattung über die Vergiftung stellte der Sender Gegenfragen. So sagte ein RT-Redakteur diesbezüglich, der Westen habe Fragen zu beantworten, so z. B.: „Wer hatte zu dem Patienten nach seiner Landung in Berlin Zugang?“ und „In welchen Händen waren seine Proben?“ Des Weiteren ließ ein RT-Redakteur Spielraum für Verschwörungsgedanken, indem er darauf hinwies, dass Nawalny in der Berliner Charite nicht der erste »Auftragspatient mit geopolitischen Implikationen« gewesen sei.

### Antiamerikanismus
Einige deutsche und amerikanische Journalisten bezeichneten RT offen als anti-amerikanisch und anti-westlich. RT wird als eines von mehreren internationalen Programmen betrachtet, die die „weltweite Medienberichterstattung der USA in Frage stellen“ können.
2010 forderte Walter Isaacson, Vorsitzender des regierungsamtlichen Broadcasting Board of Governors (das die Voice of America, Radio Free Europe und Radio Free Asia leitet), mehr zu investieren, da „wir uns nicht erlauben können, von unseren Feinden kommunikativ ausgeschaltet (outcommunicated) zu werden.“ Dabei verwies er besonders auf Russia Today, Irans Press TV und Chinas China Central Television (CCTV). Später korrigierte er sich und meinte, er habe die Gegner in Afghanistan gemeint, nicht die erwähnten Länder. 2011 stellte Außenministerin Hillary Clinton fest, die USA seien dabei, den „Informationskrieg“ zu verlieren, zugunsten von ausländischen Programmen wie RT, Al Jazeera und China Central Television, die an die Stelle der Stimme Amerikas treten würden (supplant).
Stephen F. Cohen, häufiger Gast bei RT, betonte in Bezug auf die Syrienberichterstattung 2012, „amerikanische Medien“ seien „nicht besser als RT“, RT sei wie die Kehrseite von CNN, beide seien in ihrer Schwarz-Weiß-Darstellung wie das „Klatschen mit einer Hand“.

### Falschdarstellungen und Einseitigkeit
RTs Darstellung wird außerdem insofern kritisiert, als es in seiner Bemühung zur Darstellung alternativer Standpunkte gezwungen sei, mit marginalen, anstößigen und oft irrelevanten Personen zu sprechen, deren Positionen ans Absurde grenzten. Sarah Pagung kritisiert in dieser Beziehung in einem Interview mit russland.news, dass in den Beiträgen nicht klargestellt werde, dass es sich dabei um Vertreter marginaler Positionen mit wenig Rückhalt handele und dass diese Personen bei RT Deutsch auch nicht mit kritischen Rückfragen rechnen müssen. Hierbei werden laut der russischen Journalistin Julia Dudnik auf Deutsch Positionen dargestellt, die in Russland gegen die Regierungslinie wären, wie etwa Impfgegner. Laut Osteuropa-Historikerin Susanne Spahn wurde in der Sendung Der fehlende Part behauptet, es gebe gar keine Pandemie.
Anlässlich der Rettung von Ortskräften nach dem Vormarsch der Taliban in Afghanistan 2021 verbreitete RT auf seinem Twitter-Profil ein gefälschtes Foto, mit dem suggeriert werden sollte, es seien Terroristen aus Afghanistan ausgeflogen worden.

### Kritik von früheren RT-Journalisten

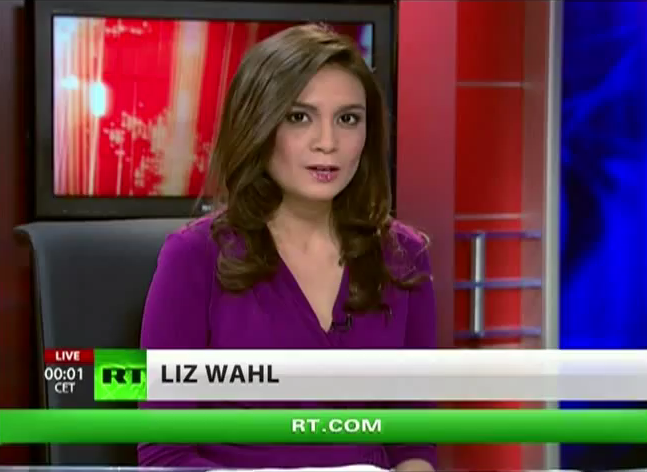
Liz Wahl, ehemalige Moderatorin

Im März 2014 kritisierte die seit 2012 angestellte Moderatorin Abby Martin von RT America vor laufender Kamera die Politik Russlands im Zusammenhang mit dem Krieg in der Ukraine. Sie verurteilte die Besetzung der Krim durch russische Truppen. „Ich werde nicht hier sitzen und eine militärische Aggression entschuldigen oder verteidigen“, sagte Martin. Martin führte ihre Arbeit für RT bis Februar 2015 fort, um sich danach bei Telesur dem Investigativjournalismus zu widmen. Bei ihrem Ausscheiden äußerte sie, sie sei RT „ewig dankbar“ für die gegebenen Möglichkeiten. Sie habe nie mit der Art der Unterstützung für ihre Sendung „Breaking the Set“ gerechnet, die beweise, wie viele Menschen hungrig nach ungeschminkter Wahrheit (raw truth) und Systemwandel seien.
Einen Tag nach Martins Kritik sorgte die seit 2011 für RT tätige Moderatorin Liz Wahl für Aufmerksamkeit in den internationalen Medien, weil sie vor laufender Kamera ihren Job bei RT America kündigte. Sie begründete diesen Schritt in nachfolgenden Interviews mit der nach ihrer Meinung zu einseitigen Berichterstattung des Senders im Zuge des Ukraine-Kriegs. Sie sagte, der Sender würde die Taten Putins beschönigen, in einem späteren Interview sagte sie, RT verbreite pure Propaganda. Der Sender warf ihr vor, ihre Kritik in einer Sendung und nicht in einem persönlichen Gespräch geäußert zu haben, um sich auf diese Weise zu vermarkten.
Im Juli 2014 kündigte auch die seit 2009 beschäftigte London- und Moskaukorrespondentin Sara Firth vom britischen RT-Ableger aus Protest gegen die Berichterstattung des Senders über den Absturz von Malaysia-Airlines-Flug 17. Sie bezeichnete die RT-Berichte über den Absturz und die Schuldzuweisungen an die Ukraine als „völlig an den Fakten vorbei“. „Ich konnte nicht mehr. Jeden Tag lügen wir und entwickeln dafür immer verführerischere Methoden“, so Firth. RT begründete Firths Kündigung damit, dass sie ein anderes Verständnis von Wahrheit habe als der Sender, da sie sich nicht auf Berichterstattung vor Ort stütze, sondern auf Zeitungsmeldungen.
Im April 2015 wurde die Kritik der langjährigen RT-Reporterin Lea Frings an der Arbeit von RT Deutsch erstmals publik. Im Februar 2016 gab Frings, die aus der Mahnwachen-Bewegung kommt, dem Medienmagazin Zapp ein Interview, in dem sie über Manipulation und einseitige Berichterstattung bei RT sprach. Der Sender habe sich für ein bestimmtes Publikum entschieden. RT Deutsch bediene „eher rechte Kreise“ und „bestätigt und reproduziert Verschwörungstheoretiker“. Auf die Frage, ob dort journalistisch gearbeitet werde, sagte sie: „Ich sehe Beiträge, wo verschiedene journalistische Kriterien nicht erfüllt werden.“ Dies gelte in Bezug auf die unkommentierten Wortmeldungen der Studiogäste. In vielen Beiträgen werde „schlichtweg das Weltbild der Verschwörungstheorie transportiert“.

#### Malaysia-Airlines-Flug 17
RT wird spätestens seit 2010 verdächtigt, Verschwörungstheoretikern unterschiedlicher Art eine Plattform zu bieten. Nach dem Abschuss des Malaysia-Airlines-Flugs 17 durch eine Boden-Luft-Rakete aus russischer Herstellung verbreitete der spanische Ableger von Russia Today, Actualidad RT, Falschmeldungen, das Flugzeug sei von ukrainischen Kampfjets abgeschossen worden. Russia Today stützte sich dabei auf Aussagen eines Mannes, den der Sender in Interviews als einen am Kiewer Flughafen arbeitenden spanischen Fluglotsen namens „Carlos“ vorstellte. Die Behauptungen von „Carlos“ stießen bei russischen Oppositionellen und auch teilweise bei kremlfreundlichen Medien auf Skepsis, und Recherchen internationaler Medien bestätigten, dass am Kiewer Flughafen zum Abschusszeitpunkt kein spanischer Fluglotse tätig war. Dennoch griffen Präsident Putin, hohe Funktionäre des Verteidigungsministeriums sowie das Amtsblatt der russischen Regierung die Behauptungen des Mannes auf. Später stellte sich heraus, dass die Person hinter „Carlos“ ein vorbestrafter, in Spanien per europäischem Haftbefehl gesuchter und später in Rumänien gefasster Betrüger ist, der kein Fluglotse ist und nie an einem ukrainischen Flughafen gearbeitet hat. Der Mann behauptete später, dass er von Russia Today und anderen russischen Quellen insgesamt 48.000 Euro erhalten hatte für seine Rolle als „Carlos, der spanische Fluglotse“.

#### Question More
2010 entwickelte RT im Zusammenhang mit seinem neuen Slogan „question more“ eine hochkontroverse Werbekampagne. Eine der großflächigen Anzeigen zeigte Barack Obama, dessen Bild mit dem des iranischen Präsidenten Mahmoud Ahmadinejad verschmolz, und stellte die Frage: „Wer stellt das größere Risiko eines Atomkriegs dar?“ Die Anzeige wurde auf US-amerikanischen Flughäfen verboten. Ein anderes Bild zeigte einen Soldaten, der mit einem Taliban-Kämpfer verschmolz. Dazu wird die Frage gestellt: „Wird Terror nur von Terroristen ausgeübt?“

#### Julian Assange
RT bot Julian Assange 2012 eine mediale Plattform. Er startete seine 12-teilige Talkshowserie The World Tomorrow. In der Sendung, über die er „volle Kontrolle“ habe, wollte sich Assange „zum Sprachrohr von Rebellen und Entrechteten“ machen, die ihm in den Medien zu kurz kommen. Nach Darstellung von Ole Reißmann (Spiegel Online) war schon die erste Sendung mit Hassan Nasrallah an Absurdität kaum zu übertreffen und habe sich damit nahtlos in das RT-Gesamtprogramm eingereiht. Das Interview führte weltweit zu Schlagzeilen, da Nasrallah westlichen Medien selten Interviews gibt. Kommentatoren beschrieben die Themenwahl des Senders als „coup“ oder „scoop“. In den USA wurde die Sendung 2013 auf dem New-York-Festival World’s Best TV & Films mit der Silbermedaille ausgezeichnet. Der Independent nannte RT eine zu Assange passende Plattform für scharfe Kritik an der amerikanischen Politik. RT habe Assange mehrfach interviewt und ihn gegen die Anschuldigungen aus Schweden verteidigt, die aus Sicht von RT politisch motiviert seien.

#### Kaukasuskrieg 2008
Während des Kaukasuskriegs 2008 bezichtigte der Sender den Staat Georgien des Völkermordes. Julia Ioffe vom Columbia Journalism Review beschrieb RT als ein Werkzeug der russischen Regierung, um angebliche Voreingenommenheiten gegenüber Russland in westlichen Medien zu bekämpfen, welches zu einer Verlängerung der auf Konfrontation beruhenden Außenpolitik Putins wurde.

#### Ukraine und Syrien
Die britische Medienaufssichtsbehörde Ofcom rügte RT UK im September 2015 wegen voreingenommener und im Wesentlichen irreführender Berichterstattung über den Ukraine-Krieg und den Bürgerkrieg in Syrien. In einer beanstandeten Sendung behauptete der Sender, in der Ostukraine würde ein von der ukrainischen Regierung unterstützter Völkermord stattfinden. In anderen Bericht behauptete RT UK, die BBC habe in ihrer Darstellung einen Chemiewaffenangriff der Assad-Regierung in Syrien inszeniert. Die Behörde hatte den Sender bereits 2014 wegen mangelnder Objektivität kritisiert. Nach insgesamt 15 Verstößen gegen die Fernsehordnung bis April 2018 leitete Ofcom gegen Russia Today UK sieben Untersuchungsverfahren wegen Verstößen gegen Neutralitätsregeln ein. Die Behörde habe seit dem Giftanschlag auf Sergei Skripal einen erheblichen Anstieg von tendenziösen Sendungen auf RT UK beobachtet. Gegenstand der Untersuchung sind auch angebliche Leserkommentare, die nicht von Lesern stammen.
Im Juni 2018 wurde der französische Ableger von Russia Today von der französischen Medienaufsicht CSA im Zusammenhang mit der Berichterstattung des Senders über den Syrienkrieg ermahnt. Russia Today hatte in einem Beitrag mit dem Titel „Vorgetäuschte Angriffe“ behauptet, dass die Giftgasangriffe von Ghuta möglicherweise nicht stattgefunden hatten und von der Assad-Opposition nur vorgetäuscht wurden. Dabei überspielte der Sender die Aussagen von Augenzeugen mit Worten, welche von den Personen nicht geäußert wurden. Der CSA warf Russia Today Einseitigkeit und einen Mangel an Ehrlichkeit und Sorgfalt vor.

#### George Galloway
Die Berichterstattung von RT darüber, dass der britische Geheimdienst GCHQ angeblich den englischsprachigen Wikipedia-Artikel des Labour-Abweichlers George Galloway zu dessen Nachteil manipuliert habe, betrachtete die Haaretz vor dem Hintergrund, dass Facebook und YouTube zur Kontextualisierung von durch Fake News gefährdeten Themen Wikipedia-Inhalte dazu verlinken. Russische Medien hätten daher ein offensichtliches Interesse daran, die Glaubwürdigkeit der Online-Enzyklopädie zu untergraben. Auch laut Wikipedia-Gründer Jimmy Wales gäbe es keinerlei Beleg für die angebliche Manipulation. Vielmehr seien laut Haaretz die von Galloway beanstandeten Veränderungen an seinem Artikel Bestandteil der üblichen und sich selbst ausgleichenden Schreibprozesse der Enzyklopädie.

#### US-Präsidentschaftswahlen 2016
Der CIA-Report in seiner freigegebenen Version analysiert im Anhang ausführlich die Entwicklung von RT und auch die mögliche Beeinflussung der US-Präsidentschaftswahlen 2016 durch RT America. Der Bericht konstatiert, RT America habe schon im Vorfeld der Wahlen seine übliche kritische Darstellung der USA erweitert und das Wahlsystem als undemokratisch dargestellt, der Einfluss auf den Wahlkampf sei die „letzte Facette“ ihrer antiamerikanischen Nachrichten, die das Vertrauen der Zuschauer in die demokratischen Prozesse und in die Kritik der USA am russischen politischen System zu unterminieren suchten. RT expandiere außerdem aggressiv und mit höchster Priorität in die sozialen Medien hinein, um das Publikum zu vergrößern und mögliche Regulierungen des Fernsehprogramms zu umgehen. Die Reichweite und die Zuschauerzahlen von RT schätzte der Bericht sehr hoch ein, gestützt auf eine Untersuchung zu Großbritannien und Aussagen von RT selbst (Margarita Simonjan). Im Bericht werden RT/RT America in einer Tabelle zum Fußabdruck bei den sozialen Medien (social media footprint) hinsichtlich Zuschauerzahlen und Abonnenten von YouTube-Sendungen im Vergleich zu CNN/CNN international, Al Jazeera und BBC World Spitzenwerte zugewiesen.